# Lleida

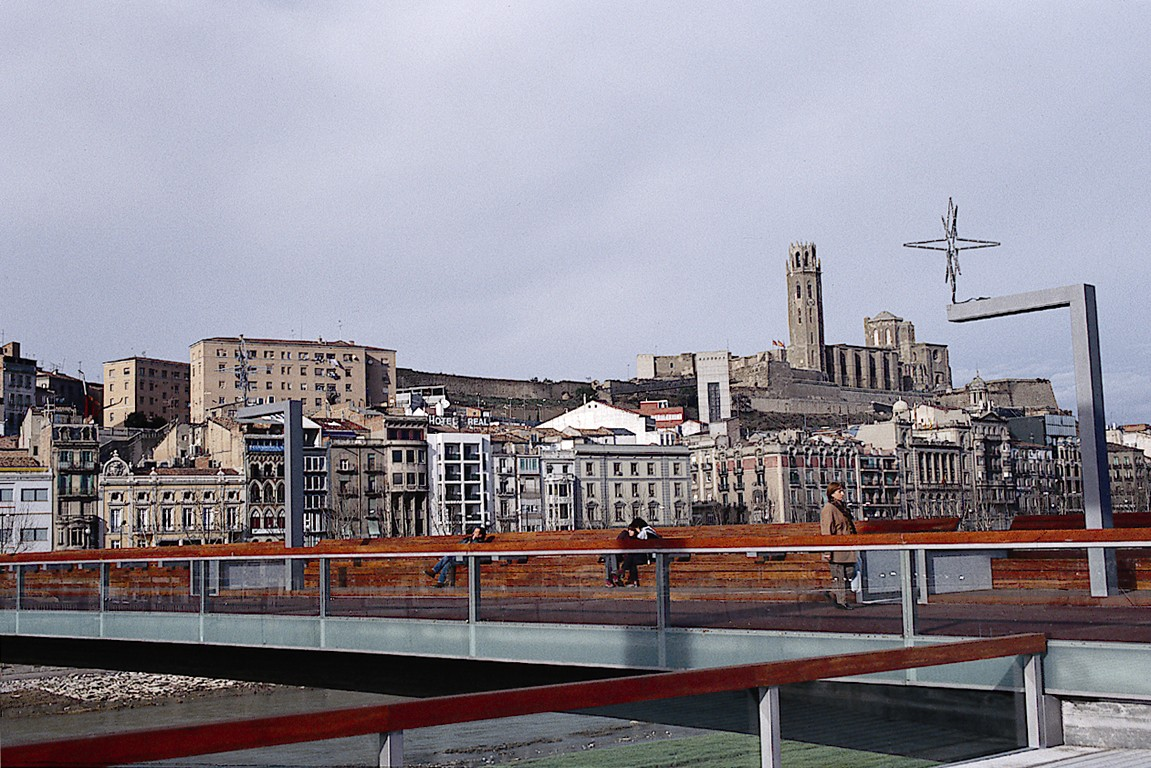
Lleida, med La Seu Vella i bakgrunden.

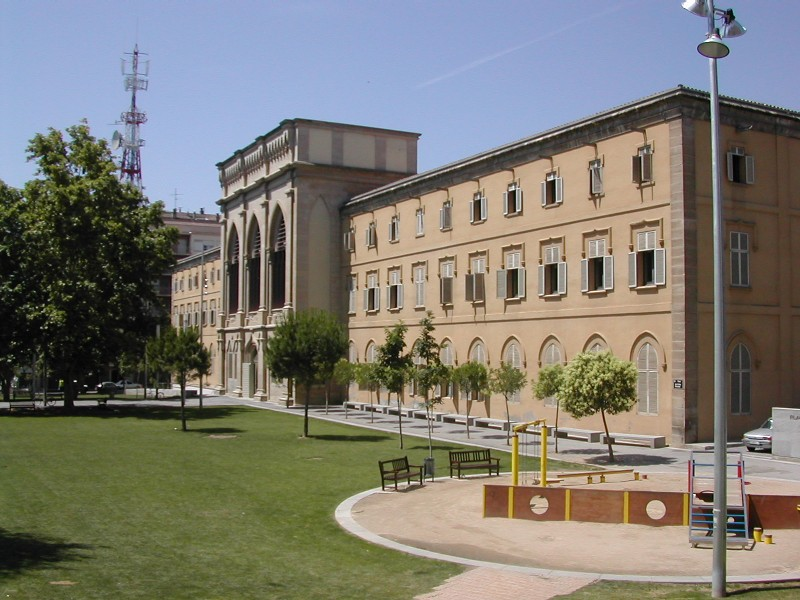
Universitetet.

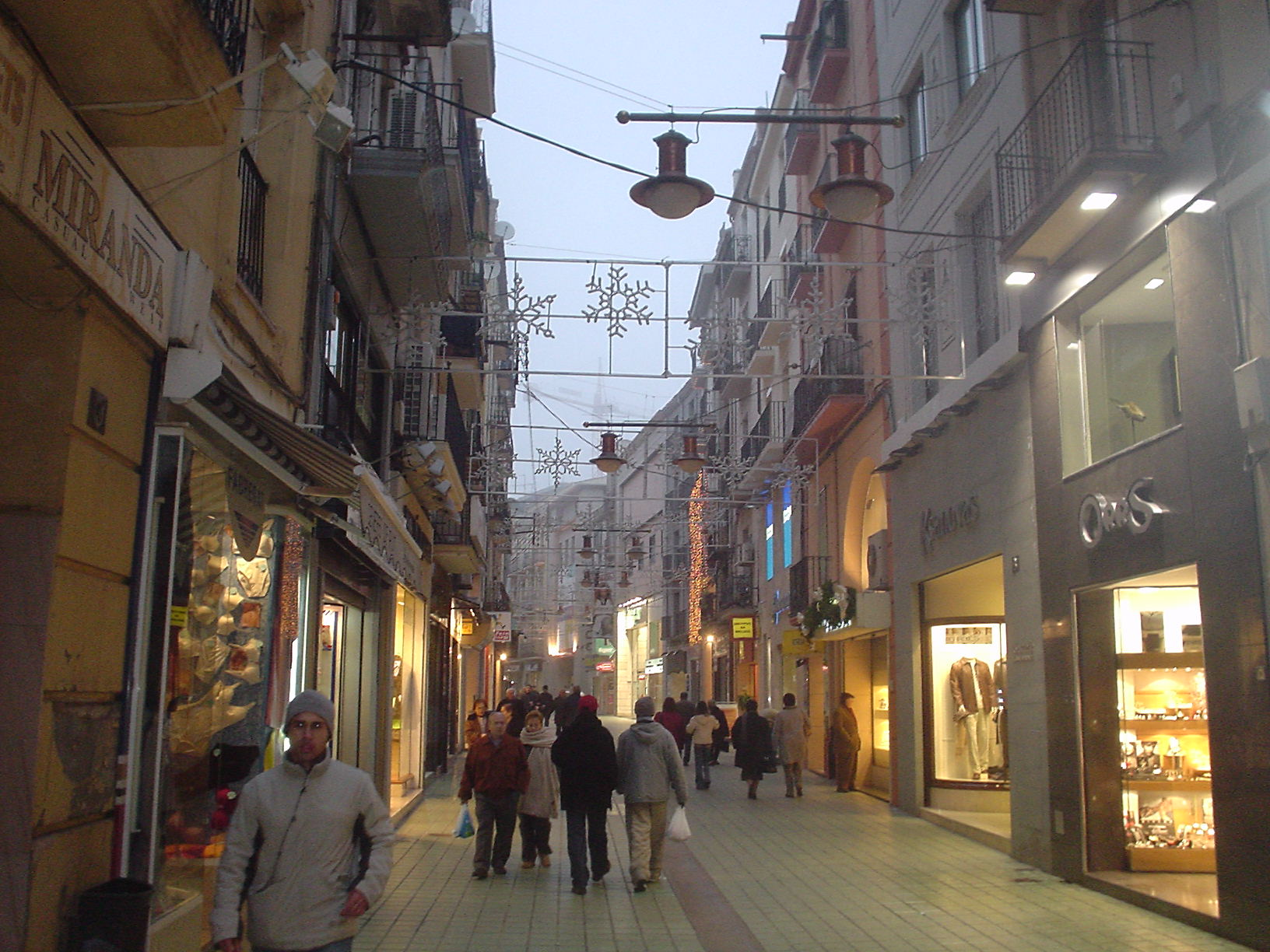
Carrer Major.

Lleida (katalanskt uttal: [ˈʎejðə] ( lyssna), spanska: Lérida [ˈleɾiða] ( lyssna)) är en stad och kommun i den autonoma regionen Katalonien i nordöstra Spanien. Staden ligger vid floden Segre, cirka 132 kilometer väster om Barcelona. Lleida är huvudort i provinsen med samma namn. Kommunen har 144 739 invånare (2024), på en yta av 211,79 km².
Staden kallas ibland för Lérida även på svenska, enligt den kastilianska benämningen som var det enda officiella namnet under Francotiden. Efter återgången till demokrati är det katalanskspråkiga namnet Lleida officiellt namn sedan 1984.

## Geografi
Lleida är belägen nära Kataloniens västra gräns, cirka 132 kilometer väster om Barcelona och cirka 125 kilometer öster om Zaragoza. Den ligger vid floden Segre, nära dess sammanflöde med floderna Cinca och Ebro.

### Klimat
Staden ligger vid foten av de första stigningar som längre norrut till slut tornar fram som bergskedjan Pyrenéerna. På vintrarna kan det bli ordentligt kallt, med temperaturer som sjunker ned till under 15 minusgrader, även om det i regel varierar mellan ett par grader plus och ett par grader minus. Den täta dimman under vinterhalvåret är ett känt fenomen i Lleida med omnejd. På sommaren stiger temperaturen ibland till över 40 grader.

## Politik
Staden har länge styrts av det socialdemokratiska Kataloniens socialistparti.

## Ekonomi och infrastruktur
Stadens ekonomi är huvudsakligen jordbruksbaserad, där viktiga näringar är framställning och konservering av livsmedel. Industrier i staden inkluderar bryggerier, sädeskvarnar, fodertillverkning och metallurgisk industri. Handels- och servicesektorn bidrar också till ekonomin.
Lleida har en järnvägsstation för höghastighetståg. 2010 invigdes flygplatsen Aeroport Lleida-Alguaire. Stadens vägnät har byggts ut, med nya motorvägar och motortrafikleder.

### Fruktodling
Provinsen Lleida är ett stort och viktigt område för fruktodling, med odlingar av bland annat äpplen, päron och persikor. Vintrarna är dock för kalla för att exempelvis apelsin ska trivas. Under skördeperioden ökar stadens befolkning betydligt, med tillfällig inflyttning av säsongsarbetare.

## Demografi
Kommunen Lleida har 144 739 invånare (2024). Många utländska medborgare i staden är från Rumänien och Marocko. Lleida har en stor grupp invandrare från den afrikanska kontinenten, samtidigt som arbetskraft även har kommit från Sydamerika och övriga Europa.

### Språk
I staden talas idag, på grund av invandringen, många olika språk. I regionen Katalonien är katalanska, spanska och occitanska (aranesiska) de tre officiella språken. All undervisning i skolorna bedrivs dock numera på katalanska. På samma sätt är språket i den offentliga sektorn katalanska, och stadens egen webbplats finns på såväl katalanska som spanska. Provinsens ledande dagstidning, Segre, är ursprungligen en spanskspråkig tidning som 1997 startade en katalanskspråkig utgåva.
Spanska är dock obligatoriskt ämne i skolorna. Invandringssituationen gör att spanskan fortfarande är mycket stark i regionen, även om katalanskans ställning har stärkts.

## Kultur
En känd symbol för staden är den borg eller "slott" (castell) av sandsten som finns belägen på stadens högsta punkt. Nattetid är slottet upplyst och syns vida omkring. Direkta turistattraktioner är annars få i Lleida. I parken Els Camps Elisis (jämför Champs Elysées i Paris) finns Sjöjungfrufontänen.